# Sông Tambo (Peru)

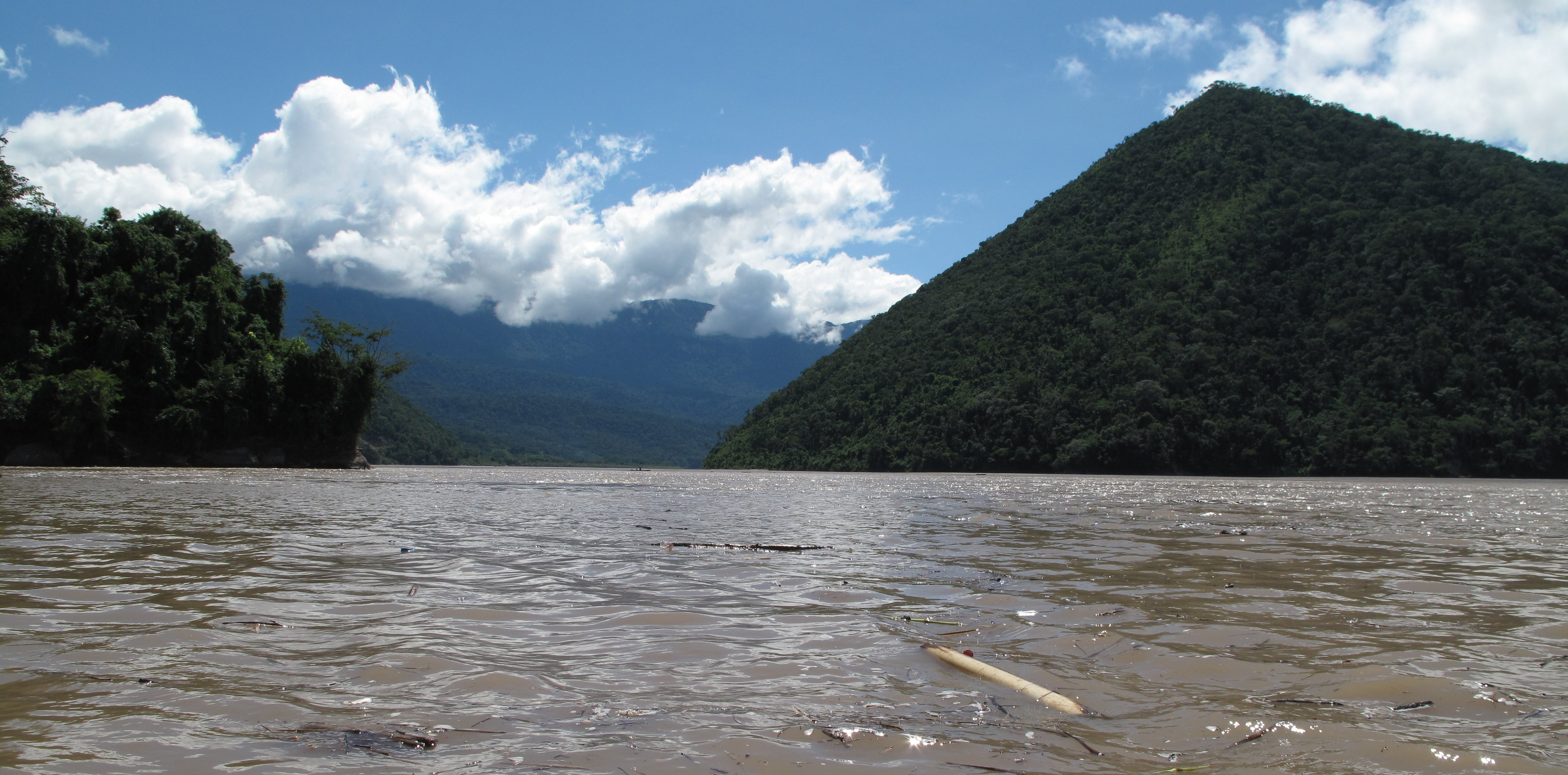
Sông Tambo tại Puerto Prad

Sông Tambo (tiếng Tây Ban Nha: Río Tambo) nằm tại Peru và chảy trên sườn đông của dãy Andes.
Tambo là một phần của đầu nguồn sông Amazon, khởi nguồn từ sông Apúrimac tại Nevado Mismi và sau đó trở thành sông Ene trước khi tạo thành sông Tambo. Sông Tambo được tạo thành tại 11°09′56″N 74°14′7″T / 11,16556°N 74,23528°T ở nơi hợp lưu giữa sông Perené và sông Ene, tại thị trấn Puerto Prado, 400 m trên mực nước biển. Sông chảy 70 km theo hướng đông ở phía đông nam của Gran Pajonal và sau đó chuyển hướng bắc, tổng chiều dài của sông là 159 km.
Tại 10°41′57″N 73°45′22″T / 10,69917°N 73,75611°T, sông Tambo hợp dòng với sông Urubamba, tại thị trấn Atalaya, 287 m trên mực nước biển, và sau đó được gọi là sông Ucayali.